# Campionati europei di lacrosse maschile 2016
I Campionati europei di lacrosse maschile 2016 si sono svolti dal 28 luglio al 6 agosto a Budapest, in Ungheria: al torneo hanno partecipato ventiquattro squadre. 

## Fase a gironi

### Gruppo A
| Pos | Squadra      | G | V | P | GF | GS | DG  | Qualificazione       |  | Inghilterra (bandiera) | Germania (bandiera) | Lettonia (bandiera) | Rep. Ceca (bandiera) | Ungheria (bandiera) | Italia (bandiera) |
| --- | ------------ | - | - | - | -- | -- | --- | -------------------- |  | ---------------------- | ------------------- | ------------------- | -------------------- | ------------------- | ----------------- |
| 1   | Inghilterra  | 5 | 5 | 0 | 95 | 19 | +76 | Quarti di finale     |  | —                      | 16–6                | —                   | 17–2                 | —                   | 22–0              |
| 2   | Germania     | 5 | 4 | 1 | 56 | 29 | +27 | Quarti di finale     |  | —                      | —                   | —                   | 9–7                  | 18–1                | 15–2              |
| 3   | Lettonia     | 5 | 3 | 2 | 58 | 32 | +26 | Classification 9–16  |  | 10–13                  | 3–8                 | —                   | —                    | —                   | —                 |
| 4   | Rep. Ceca    | 5 | 2 | 3 | 47 | 44 | +3  | Classification 9–16  |  | —                      | —                   | 6–12                | —                    | 11–5                | —                 |
| 5   | Ungheria (H) | 5 | 1 | 4 | 20 | 79 | −59 | Classification 17–24 |  | 1–27                   | —                   | 2–15                | —                    | —                   | 11–8              |
| 6   | Italia       | 5 | 0 | 5 | 14 | 87 | −73 | Classification 17–24 |  | —                      | —                   | 3–18                | 1–21                 | —                   | —                 |

### Gruppo B
| Pos | Squadra   | G | V | P | GF | GS | DG  | Qualificazione       |  | Galles (bandiera) | Scozia (bandiera) | Norvegia (bandiera) | Irlanda (bandiera) | Austria (bandiera) | Danimarca (bandiera) |
| --- | --------- | - | - | - | -- | -- | --- | -------------------- |  | ----------------- | ----------------- | ------------------- | ------------------ | ------------------ | -------------------- |
| 1   | Galles    | 5 | 4 | 1 | 58 | 24 | +34 | Quarti di finale     |  | —                 | —                 | 6–5                 | 3–5                | —                  | —                    |
| 2   | Scotland  | 5 | 4 | 1 | 61 | 35 | +26 | Quarti di finale     |  | 8–12              | —                 | 12–10               | 10–8               | —                  | —                    |
| 3   | Norvegia  | 5 | 3 | 2 | 63 | 33 | +30 | Classification 9–16  |  | —                 | —                 | —                   | 10–8               | 14–5               | 24–2                 |
| 4   | Irlanda   | 5 | 3 | 2 | 54 | 28 | +26 | Classification 9–16  |  | —                 | —                 | —                   | —                  | 16–0               | 17–5                 |
| 5   | Austria   | 5 | 1 | 4 | 24 | 69 | −45 | Classification 17–24 |  | 3–16              | 1–16              | —                   | —                  | —                  | 15–7                 |
| 6   | Danimarca | 5 | 0 | 5 | 21 | 92 | −71 | Classification 17–24 |  | 3–21              | 4–15              | —                   | —                  | —                  | —                    |

### Gruppo C
| Pos | Squadra  | G | V | P | GF | GS | DG  | Qualificazione       |  | Israele (bandiera) | Svizzera (bandiera) | Svezia (bandiera) | Belgio (bandiera) | Slovenia (bandiera) | Spagna (bandiera) |
| --- | -------- | - | - | - | -- | -- | --- | -------------------- |  | ------------------ | ------------------- | ----------------- | ----------------- | ------------------- | ----------------- |
| 1   | Israel   | 5 | 5 | 0 | 71 | 13 | +58 | Quarti di finale     |  | —                  | —                   | —                 | —                 | 12–0                | 17–1              |
| 2   | Svizzera | 5 | 4 | 1 | 60 | 22 | +38 | Quarti di finale     |  | 2–9                | —                   | —                 | —                 | 23–1                | 12–4              |
| 3   | Svezia   | 5 | 3 | 2 | 53 | 37 | +16 | Classification 9–16  |  | 6–16               | 3–8                 | —                 | 14–4              | —                   | —                 |
| 4   | Belgio   | 5 | 2 | 3 | 38 | 62 | −24 | Classification 9–16  |  | 4–17               | 5–15                | —                 | —                 | —                   | —                 |
| 5   | Slovenia | 5 | 1 | 4 | 9  | 80 | −71 | Classification 17–24 |  | —                  | —                   | 1–18              | 5–13              | —                   | 2–14              |
| 6   | Spain    | 5 | 0 | 5 | 38 | 55 | −17 | Classification 17–24 |  | —                  | —                   | 8–12              | 11–12             | —                   | —                 |

### Gruppo D
| Pos | Squadra     | G | V | P | GF | GS | DG  | Qualificazione       |  | Finlandia (bandiera) | Paesi Bassi (bandiera) | Polonia (bandiera) | Russia (bandiera) | Slovacchia (bandiera) | Francia (bandiera) |
| --- | ----------- | - | - | - | -- | -- | --- | -------------------- |  | -------------------- | ---------------------- | ------------------ | ----------------- | --------------------- | ------------------ |
| 1   | Finlandia   | 5 | 5 | 0 | 80 | 10 | +70 | Quarti di finale     |  | —                    | —                      | —                  | 21–1              | 19–2                  | —                  |
| 2   | Paesi Bassi | 5 | 4 | 1 | 61 | 25 | +36 | Quarti di finale     |  | 2–11                 | —                      | —                  | —                 | 19–7                  | 21–1               |
| 3   | Polonia     | 5 | 3 | 2 | 32 | 29 | +3  | Classification 9–16  |  | 2–11                 | 2–4                    | —                  | —                 | —                     | 10–3               |
| 4   | Russia      | 5 | 2 | 3 | 33 | 52 | −19 | Classification 9–16  |  | —                    | 4–15                   | 7–8                | —                 | —                     | 12–4               |
| 5   | Slovacchia  | 5 | 1 | 4 | 28 | 59 | −31 | Classification 17–24 |  | —                    | —                      | 4–10               | 4–9               | —                     | —                  |
| 6   | Francia     | 5 | 0 | 5 | 13 | 72 | −59 | Classification 17–24 |  | 3–18                 | —                      | —                  | —                 | 2–11                  | —                  |

## Fase ad eliminazione diretta
|  | Quarti di finale | Quarti di finale | Quarti di finale |           |             | Semifinali  | Semifinali | Semifinali |         |                 | Finale          | Finale          | Finale |  |
|  |                  |                  |                  |           |             |             |            |            |         |                 |                 |                 |        |  |
|  | Inghilterra      | Inghilterra      | 12               |           |             |             |            |            |         |                 |                 |                 |        |  |
|  | Inghilterra      | Inghilterra      | 12               |           |             |             |            |            |         |                 |                 |                 |        |  |
|  | Svizzera         | Svizzera         | 3                |           |             |             |            |            |         |                 |                 |                 |        |  |
|  | Svizzera         | Svizzera         | 3                |           | Inghilterra | Inghilterra | 14         |            |         |                 |                 |                 |        |  |
|  |                  |                  |                  |           | Inghilterra | Inghilterra | 14         |            |         |                 |                 |                 |        |  |
|  |                  |                  | Finlandia        | Finlandia | 1           |             |            |            |         |                 |                 |                 |        |  |
|  | Finlandia        | Finlandia        | Finlandia        | Finlandia | 1           | 9           |            |            |         |                 |                 |                 |        |  |
|  | Finlandia        | Finlandia        |                  |           |             |             |            |            |         |                 |                 |                 |        |  |
|  | Scozia           | Scozia           | 8                |           |             |             |            |            |         |                 |                 |                 |        |  |
|  | Scozia           | Scozia           | 8                |           | Inghilterra | Inghilterra | 7          |            |         |                 |                 |                 |        |  |
|  |                  |                  |                  |           |             |             |            |            |         |                 |                 |                 |        |  |
|  |                  |                  | Israele          | Israele   | 6           |             |            |            |         |                 |                 |                 |        |  |
|  | Israele          | Israele          | Israele          | Israele   | 6           | 8           |            |            |         |                 |                 |                 |        |  |
|  | Israele          | Israele          |                  |           |             | 8           |            |            |         |                 |                 |                 |        |  |
|  | Germania         | Germania         | 4                |           |             |             |            |            |         |                 |                 |                 |        |  |
|  | Germania         | Germania         | 4                |           | Israele     | Israele     | 10         |            |         | Finale 3º Posto | Finale 3º Posto | Finale 3º Posto |        |  |
|  |                  |                  |                  |           | Israele     | Israele     | 10         |            |         |                 |                 |                 |        |  |
|  |                  |                  | Galles           | Galles    | 3           |             |            |            |         |                 |                 |                 |        |  |
|  | Galles           | Galles           | Galles           | Galles    | 3           | 12          |            |            | Israele | Israele         | 10              |                 |        |  |
|  | Galles           | Galles           |                  |           |             |             |            |            | Israele | Israele         | 10              |                 |        |  |
|  | Paesi Bassi      | Paesi Bassi      | 5                |           |             | Galles      | Galles     | 3          |         |                 |                 |                 |        |  |

## Classifica finale
| Pos | Team        | W-L |
| --- | ----------- | --- |
| 1   | Inghilterra | 8–0 |
| 2   | Israele     | 7–1 |
| 3   | Finlandia   | 7–1 |
| 4   | Galles      | 5–3 |
| 5   | Germania    | 6–2 |
| 6   | Svizzera    | 5–3 |
| 7   | Paesi Bassi | 5–3 |
| 8   | Scozia      | 4–4 |
| 9   | Lettonia    | 6–2 |
| 10  | Rep. Ceca   | 4–4 |
| 11  | Irlanda     | 5–3 |
| 12  | Norvegia    | 4–4 |
| 13  | Svezia      | 5–3 |
| 14  | Polonia     | 4–4 |
| 15  | Belgio      | 3–5 |
| 16  | Russia      | 2–6 |
| 17  | Ungheria    | 4–4 |
| 18  | Spagna      | 3–5 |
| 19  | Austria     | 4–4 |
| 20  | Danimarca   | 1–7 |
| 21  | Italia      | 3–5 |
| 22  | Slovacchia  | 2–6 |
| 23  | Francia     | 1–7 |
| 24  | Slovenia    | 1–7 |